# Pectínides
|  | No s'ha de confondre amb Pectínids. |

Els pectínides (Pectinida) són un ordre de mol·luscs bivalves que inclou les petxines de pelegrí, entre altres moltes espècies. En classificacions antigues estaven inclosos a l'ordre Ostreida.

## Taxonomia
L'ordre Pectinida inclou 607 espècies actuals en quatre superfamílies, a més de nombroses espècies fòssils:
Superfamíles actuals
- Superfamília Anomioidea Rafinesque, 1815
  - Família Anomiidae Rafinesque, 1815
  - Família Permanomiidae J. G. Carter, 1990 †
  - Família Placunidae Rafinesque, 1815
- Superfamília Dimyoidea P. Fischer, 1886
  - Família Dimyidae P. Fischer, 1886
- Superfamília Pectinoidea Rafinesque, 1815
  - Família Cyclochlamydidae Dijkstra & Maestrati, 2012
  - Família Neitheidae Sobetski, 1960 †
  - Família Pectinidae Rafinesque, 1815
  - Família Pleuronectitidae Hautmann, 2011 †
  - Família Propeamussiidae Abbott, 1954
  - Família Spondylidae Gray, 1826
  - Família Tosapectinidae Trushchelev, 1984 †
- Superfamília Plicatuloidea Gray, 1854
  - Família Plicatulidae Gray, 1854

Superfamíles fòssils
- Superfamília Aviculopectinoidea Meek & Hayden, 1865 †
- Superfamília Buchioidea Cox, 1953 †
- Superfamília Chaenocardioidea S. A. Miller, 1889 †
- Superfamília Entolioidea Teppner, 1922 †
- Superfamília Euchondrioidea Newell, 1938 †
- Superfamília Eurydesmatoidea Reed, 1932 †
- Superfamília Heteropectinoidea Beurlen, 1954 †
- Superfamília Oxytomoidea Ichikawa, 1958 †
- Superfamília Prospondyloidea Pchelintseva, 1960 †
- Superfamília Pseudomonotoidea Newell, 1938 †
- Superfamília Pterinopectinoidea Newell, 1938 †